# 小名浜上神白
小名浜上神白（おなはま かみかじろ）は、福島県いわき市の大字である。郵便番号は970-0317。

## 地理
いわき市南東部の小名浜地区に属し、地区東部に位置する。北で鹿島町久保、鹿島町下蔵持、鹿島町上蔵持、北東で平豊間、江名、東で永崎、南で小名浜下神白、西で小名浜岡小名、鹿島町船戸とそれぞれ隣接する。また小名浜岡小名との境界部には宅地造成に伴い分離した湘南台が位置する。概ね町村制施行以前の磐前郡上神白村の流れを汲む地域である。神白川中上流域の平地と周辺の山林を範囲とする。小名浜岡小名に所在するいわき東警察署及び小名浜に所在する小名浜消防署がそれぞれ管轄にあたる。

### 主な字
字
- 東大沢
- 西大沢
- 宮ノ作

- 追分
- 加瀬前
- 丹野内

- 堀ノ内
- 片寄前
- 大平

- 神明前
- 館下
- 山陰

- 反町

### 河川
- 神白川
  - 梅田川
  - 加瀬前池

## 歴史
- 1879年1月27日 - 幕府領上神白村が福島県内における郡区町村制の施行により磐前郡の村となる[4]。
- 1889年4月1日 - 町村制の施行により上神白村が江名村、下神白村、永崎村、中之作村と合併し、磐前郡江名村が発足する。上神白村域は江名村の大字となる[4]。
- 1896年4月1日 - 磐前郡と周辺郡との合併により石城郡が発足し、石城郡江名村となる[4]。
- 1923年3月1日 - 江名村が町制施行し、石城郡江名町の大字となる[4]。
- 1954年3月31日 - 江名町が泉町、渡辺村、小名浜町と合併、磐城市が発足し、磐城市の大字となる[4]。
- 1966年10月1日 - 磐城市が平市・常磐市・内郷市・勿来市、石城郡小川町・遠野町・四倉町・川前村・田人村・好間村・三和村、双葉郡久之浜町・大久村と合併しいわき市となり、いわき市小名浜地区の大字となる[4]。旧江名町域であるが、旧小名浜町の各大字同様、小名浜を冠する大字名となった。
- 1990年 - 宅地造成に伴い湘南台が分離する[4]。

## 世帯数と人口
2023年10月31日現在の世帯数と人口は以下の通りである。
| 大字         | 世帯数  | 人口  |
| ------------ | ------- | ----- |
| 小名浜上神白 | 115世帯 | 280人 |

## 小・中学校の学区
市立小・中学校に通う場合、学区は以下の通りとなる。
| 番地       | 小学校                   | 中学校                     |
| ---------- | ------------------------ | -------------------------- |
| 字東大沢   | いわき市立江名小学校     | いわき市立小名浜第二中学校 |
| その他全域 | いわき市立小名浜東小学校 | いわき市立小名浜第二中学校 |

## 交通

### 道路
- 福島県道48号江名常磐線
  - 大沢トンネル
- 福島県道66号小名浜小野線

## 施設
- 小名浜カントリークラブ
- 仲音寺
- 国造神社